# Satin Doll (Red Garland)
Satin Doll è un album di Red Garland, pubblicato dalla Prestige Records nel 1983.

## Tracce
Lato A
1. Satin Doll – 9:45 (Duke Ellington, Billy Strayhorn, Johnny Mercer) – Registrato il 12 agosto 1959 a Englewood Cliffs, New Jersey (Van Gelder Studio)
2. The Man I Love – 10:41 (George Gershwin, Ira Gershwin) – Registrato il 12 agosto 1959 a Englewood Cliffs, New Jersey (Van Gelder Studio)

Lato B
1. A Little Bit of Basie – 5:36 (Red Garland) – Registrato il 12 agosto 1959 a Englewood Cliffs, New Jersey (Van Gelder Studio)
2. It's a Blue World – 7:13 (Geroge "Chet" Forrest, Robert Craig Wright) – Registrato il 2 ottobre 1959 al The Prelude di New York
3. M-Squad Theme – 6:30 (Count Basie) – Registrato il 2 ottobre 1959 al The Prelude di New York

## Musicisti
- Red Garland - pianoforte
- Doug Watkins - contrabbasso (brani : A1, A2 & B1)
- Jimmy Rowser - contrabbasso (brani : B2 & B3)
- Charles Specs Wright - batteria